# Terapeutski indeks
Terapeutski indeks (terapeutski odnos) je poređenje količine terapeutskog agensa koji uzrokuje terapeutsko dejstvo i količine koja izaziva smrt (u studijama na životinjama) ili toksičnost (u studijama na ljudima). Kvantitativno, to je odnos letalne ili toksične doze podeljen sa terapetskom dozom.
U životinjskim studijama, terapeutski indeks je letalna doza leka za 50% populacije (50) podeljena minimalnom efektivnom dozom za 50% populacije (50).

## Literatura
- Покрајац, Милена (2002). Фармакокинетика. Београд.  86-902551-4-1.
- Група аутора (2006).  Угрешић, Ненад, ур. Фармакотерапијски водич 3 (PDF). Београд. Архивирано из оригинала (PDF) 15. 07. 2011. г. Приступљено 15. 01. 2012.